# Lijst van onroerend erfgoed in Brasschaat
Een overzicht van het onroerend erfgoed in de gemeente Brasschaat. Het onroerend erfgoed maakt deel uit van het cultureel erfgoed in België.

## Bouwkundig erfgoed
| Object                                              | Erfgoedstatus?             | Bouwjaar of architect         | Deelgemeente | Adres                                                                      | Coördinaten                   | Nummer? | Afbeelding                                          |
| --------------------------------------------------- | -------------------------- | ----------------------------- | ------------ | -------------------------------------------------------------------------- | ----------------------------- | ------- | --------------------------------------------------- |
| Ziekenhuis                                          |                            |                               | Brasschaat   | Van Hemelrijcklei 90                                                       | 51° 17' 44" NB, 4° 29' 25" OL | 12771   | Upload foto                                         |
| Interbellumwoning                                   |                            | Eduard Van Steenbergen        | Brasschaat   | Baillet-Latourlei 17                                                       | 51° 16' 19" NB, 4° 27' 51" OL | 12772   | Interbellumwoning                                   |
| Dubbelwoonst Villa Zilverbron                       | Monument                   | Eduard Van Steenbergen        | Brasschaat   | Baillet-Latourlei 19-21                                                    | 51° 16' 20" NB, 4° 27' 52" OL | 12773   | Upload foto                                         |
| Woning Van Hoof                                     | Monument                   | Petrus en Cornelis de Nijs    | Brasschaat   | Bredabaan 14                                                               | 51° 16' 13" NB, 4° 27' 55" OL | 12774   | Woning Van Hoof                                     |
| Bremdonkhoeve                                       | landschap                  |                               | Brasschaat   | Bredabaan 91-93                                                            | 51° 16' 34" NB, 4° 28' 57" OL | 12775   | Bremdonkhoeve                                       |
| Dienstwoning gedateerd 1883                         |                            |                               | Brasschaat   | Bredabaan 131                                                              | 51° 17' 5" NB, 4° 29' 2" OL   | 12776   | Dienstwoning gedateerd 1883                         |
| Politie en Postbureel                               |                            |                               | Brasschaat   | Bredabaan 188                                                              | 51° 17' 18" NB, 4° 29' 14" OL | 12777   | Politie en Postbureel                               |
| Hoekhuis De Rode Leeuw                              | dorpsgezicht               |                               | Brasschaat   | Bredabaan 262                                                              | 51° 17' 25" NB, 4° 29' 27" OL | 12780   | Hoekhuis De Rode Leeuw                              |
| Parochiekerk Sint-Antonius Abt                      | Monument: orgel en doksaal |                               | Brasschaat   | Bredabaan 381                                                              | 51° 17' 24" NB, 4° 29' 32" OL | 12781   | Parochiekerk Sint-Antonius Abt                      |
| Café De Kroon                                       |                            |                               | Brasschaat   | Bredabaan 409                                                              | 51° 17' 28" NB, 4° 29' 38" OL | 12783   | Café De Kroon                                       |
| Kasteel Torenhof                                    |                            |                               | Brasschaat   | Bredabaan 502, 506, 504A-B                                                 | 51° 18' 6" NB, 4° 29' 52" OL  | 12784   | Kasteel Torenhof                                    |
| Kasteel Bellenhof                                   |                            |                               | Brasschaat   | Bredabaan 704-706, 710                                                     | 51° 19' 4" NB, 4° 30' 58" OL  | 12787   | Kasteel Bellenhof                                   |
| Schoolgebouw                                        |                            |                               | Brasschaat   | Bredabaan 1043, 1045A-B                                                    | 51° 19' 22" NB, 4° 31' 13" OL | 12788   | Schoolgebouw                                        |
| Parochiekerk Onze-Lieve-Vrouw Onbevlekt Ontvangen   |                            |                               | Brasschaat   | Bredabaan 1049                                                             | 51° 19' 23" NB, 4° 31' 14" OL | 12789   | Parochiekerk Onze-Lieve-Vrouw Onbevlekt Ontvangen   |
| Boerderij van domein Vriesedonk                     |                            |                               | Brasschaat   | Donksesteenweg 162                                                         | 51° 17' 0" NB, 4° 27' 49" OL  | 12790   | Boerderij van domein Vriesedonk                     |
| Portierswoning van het kasteeldomein Bisschoppenhof |                            |                               | Brasschaat   | Donksesteenweg 237                                                         | 51° 16' 51" NB, 4° 27' 11" OL | 12791   | Portierswoning van het kasteeldomein Bisschoppenhof |
| Gemeentehuis van Brasschaat                         |                            |                               | Brasschaat   | Bredabaan 182                                                              | 51° 17' 15" NB, 4° 29' 10" OL | 12792   | Gemeentehuis van Brasschaat                         |
| Tweegezinswoning Cuypers-De Jongh                   |                            |                               | Brasschaat   | Eikenlei 7-9                                                               | 51° 16' 20" NB, 4° 27' 59" OL | 12793   | Upload foto                                         |
| Kasteel Withof                                      |                            |                               | Brasschaat   | Bredabaan 906                                                              | 51° 19' 49" NB, 4° 31' 21" OL | 12794   | Upload foto                                         |
| Hoevecomplex in cottagestijl                        |                            |                               | Brasschaat   | Hoogboomsteenweg 170, 174                                                  | 51° 19' 22" NB, 4° 28' 11" OL | 12796   | Hoevecomplex in cottagestijl                        |
| Hoeve in cottagestijl                               |                            |                               | Brasschaat   | Hoogboomsteenweg 176-178                                                   | 51° 19' 20" NB, 4° 28' 7" OL  | 12797   | Hoeve in cottagestijl                               |
| Neoclassicistisch herenhuis                         |                            |                               | Brasschaat   | Lage Kaart 167                                                             | 51° 17' 52" NB, 4° 28' 36" OL | 12814   | Neoclassicistisch herenhuis                         |
| Hof Ten Bos                                         | Monument                   | Léon Stynen                   | Brasschaat   | Lage Kaart 536-542                                                         | 51° 18' 42" NB, 4° 29' 47" OL | 12815   | Upload foto                                         |
| Woning Wuyts                                        |                            | Léon Stynen                   | Brasschaat   | Leopoldslei 132                                                            | 51° 17' 46" NB, 4° 28' 57" OL | 12816   | Woning Wuyts                                        |
| Woning Rens                                         |                            | Petrus en Cornelis de Nijs    | Brasschaat   | Louislei 12                                                                | 51° 17' 12" NB, 4° 27' 1" OL  | 12817   | Woning Rens                                         |
| Hof ter Mick                                        | dorpsgezicht               |                               | Brasschaat   | Mikhof 9                                                                   | 51° 18' 40" NB, 4° 32' 6" OL  | 12818   | Hof ter Mick                                        |
| Brug en toegangspoort tot kasteel                   | Monument                   |                               | Brasschaat   | Mikhof 14                                                                  | 51° 18' 50" NB, 4° 32' 4" OL  | 12819   | Brug en toegangspoort tot kasteel                   |
| Dekenij Sint-Antonius Abtparochie                   | landschap                  |                               | Brasschaat   | Miksebaan 3                                                                | 51° 17' 24" NB, 4° 29' 36" OL | 12820   | Dekenij Sint-Antonius Abtparochie                   |
| Landhuis                                            |                            |                               | Brasschaat   | Gemeentepark 1                                                             | 51° 17' 22" NB, 4° 29' 34" OL | 12821   | Landhuis                                            |
| Park van Brasschaat met kasteel en hoeve            |                            |                               | Brasschaat   | Azalealaan 1-5, Gemeentepark, Graaf Reusensdreef 1-2, 4, Hemelhoevedreef 1 | 51° 17' 19" NB, 4° 29' 52" OL | 12823   | Park van Brasschaat met kasteel en hoeve            |
| Landhuis op oude wijk het Zant                      |                            |                               | Brasschaat   | Miksebaan 129                                                              | 51° 17' 31" NB, 4° 30' 11" OL | 12828   | Landhuis op oude wijk het Zant                      |
| Boerenhuis                                          |                            |                               | Brasschaat   | Miksebaan 227                                                              | 51° 17' 41" NB, 4° 30' 38" OL | 12830   | Boerenhuis                                          |
| Kasteel Ankerhof                                    |                            |                               | Brasschaat   | Miksebaan 305-307                                                          | 51° 18' 1" NB, 4° 31' 28" OL  | 12831   | Kasteel Ankerhof                                    |
| Kasteel Mishaegen                                   |                            |                               | Brasschaat   | Mishagen 47                                                                | 51° 19' 20" NB, 4° 29' 28" OL | 12833   | Kasteel Mishaegen                                   |
| Twee boerenwoningen                                 |                            |                               | Brasschaat   | Molenweg 57                                                                | 51° 17' 32" NB, 4° 26' 59" OL | 12834   | Twee boerenwoningen                                 |
| Hoeve de Mick                                       |                            |                               | Brasschaat   | Papestraat 28B                                                             | 51° 18' 25" NB, 4° 32' 32" OL | 12835   | Hoeve de Mick                                       |
| Woning Reintjens                                    |                            | Walter Van den Broeck         | Brasschaat   | Peter Benoitlei 4                                                          | 51° 18' 16" NB, 4° 29' 15" OL | 12836   | Upload foto                                         |
| Parochiekerk Sint-Jozef                             |                            |                               | Brasschaat   | Rerum Novarumlei 24                                                        | 51° 18' 13" NB, 4° 30' 23" OL | 12837   | Parochiekerk Sint-Jozef                             |
| Parochiekerk Heilige Familie                        |                            |                               | Brasschaat   | Rustoordlei 81B                                                            | 51° 18' 6" NB, 4° 28' 17" OL  | 12838   | Parochiekerk Heilige Familie                        |
| Rustoord Salve                                      |                            |                               | Brasschaat   | Rustoordlei 77                                                             | 51° 18' 4" NB, 4° 28' 21" OL  | 12839   | Rustoord Salve                                      |
| Kantoorgebouw Antverpia                             | Monument                   |                               | Brasschaat   | Sint Antoniuslei 95                                                        | 51° 17' 47" NB, 4° 26' 53" OL | 12840   | Kantoorgebouw Antverpia                             |
| Dubbelwoonst Villa Peirsman                         | Monument                   | Eduard Van Steenbergen        | Brasschaat   | Zwaantjeslei 5                                                             | 51° 16' 11" NB, 4° 27' 51" OL | 12842   | Upload foto                                         |
| Sint-Michielscollege                                |                            |                               | Brasschaat   | Kapelsesteenweg 72                                                         | 51° 16' 21" NB, 4° 27' 36" OL | 47910   | Sint-Michielscollege                                |
| Parochiekerk Heilig Hart van Jezus                  |                            |                               | Brasschaat   | Kapelsesteenweg 216                                                        | 51° 16' 48" NB, 4° 27' 12" OL | 47911   | Parochiekerk Heilig Hart van Jezus                  |
| Katerheidemolen                                     |                            |                               | Brasschaat   | Kapelsesteenweg 342                                                        | 51° 17' 28" NB, 4° 26' 42" OL | 47912   | Katerheidemolen                                     |
| Woning Renson                                       |                            | Willy Fisher                  | Brasschaat   | Ternincklei 64                                                             | 51° 16' 26" NB, 4° 27' 58" OL | 87761   | Upload foto                                         |
| Woning Steurs                                       | Monument                   | Jul De Roover                 | Brasschaat   | Simonslei 4                                                                |                               | 206816  | Woning Steurs                                       |
| Openluchtschool Sint-Lutgardis                      | Monument                   | 1955-1968                     | Brasschaat   | Donksesteenweg 146, 150                                                    |                               | 206834  | Openluchtschool Sint-Lutgardis                      |
| Mariapark en kruisweg                               | Monument                   |                               | Brasschaat   | Rustoordlei                                                                |                               | 215620  | Mariapark en kruisweg                               |
| Schans Drijhoek                                     |                            |                               | Brasschaat   | Pauwelslei 18                                                              |                               | 216066  | Upload foto                                         |
| Oorlogsmonument Brasschaat                          | Monument                   | Eugène Geefs, Georges Collard | Brasschaat   | Bredabaan                                                                  |                               | 216078  | Upload foto                                         |
| IJzeren straatnaambord Katerheidemolen              |                            |                               | Brasschaat   | Kapelsesteenweg                                                            |                               | 216249  | IJzeren straatnaambord Katerheidemolen              |
| IJzeren straatnaambord Velodroom                    |                            |                               | Brasschaat   | Sint Antoniuslei                                                           |                               | 216250  | IJzeren straatnaambord Velodroom                    |
| Watertoren van 1938                                 |                            |                               | Brasschaat   | Alfredlei 15                                                               |                               | 216253  | Watertoren van 1938                                 |
| Modernistische tweewoonst                           |                            | Eduard Van Ballaar            | Brasschaat   | Frilinglei 171-173                                                         |                               | 216254  | Modernistische tweewoonst                           |
| Woningen Roggen en Saenen                           |                            | Gérard Saenen                 | Brasschaat   | de Caterslei 33-35                                                         |                               | 216265  | Woningen Roggen en Saenen                           |
| Obelisk 50 jaar Antverpia                           |                            |                               | Brasschaat   | Sint Antoniuslei                                                           |                               | 216266  | Obelisk 50 jaar Antverpia                           |
| Villa Elvire                                        |                            | Florent Verbraeken            | Brasschaat   | Sint Antoniuslei 91                                                        |                               | 216267  | Villa Elvire                                        |
| Woning Van Rompaey                                  |                            | Pierre Van Rompaey            | Brasschaat   | Jacobuslei 117                                                             |                               | 216273  | Woning Van Rompaey                                  |
| Villa De Schouw                                     |                            | Godfried Wijn                 | Brasschaat   | Kapelsesteenweg 268                                                        |                               | 216278  | Villa De Schouw                                     |
| Villa Les Pins                                      |                            | Rik Jacops                    | Brasschaat   | Lage Kaart 11                                                              |                               | 216301  | Villa Les Pins                                      |
| Woning Raes-De Beer                                 |                            |                               | Brasschaat   | Simonslei 5                                                                |                               | 216304  | Woning Raes-De Beer                                 |
| Ensemble van vier burgerhuizen                      |                            |                               | Brasschaat   | De Vroente 9-15                                                            |                               | 216309  | Ensemble van vier burgerhuizen                      |
| Woning Coerkamp                                     |                            | Gérard Saenen                 | Brasschaat   | Kapelsesteenweg 254                                                        |                               | 216315  | Woning Coerkamp                                     |
| Woning Roose-Brans                                  |                            | Peter Callebout               | Brasschaat   | Simonslei 8                                                                |                               | 216316  | Woning Roose-Brans                                  |
| Woning Casaer                                       |                            |                               | Brasschaat   | Jacobuslei 32                                                              |                               | 216318  | Woning Casaer                                       |

### Bouwkundige gehelen
| Object              | Erfgoedstatus? | Bouwjaar of architect | Deelgemeente | Adres | Coördinaten | Nummer? | Afbeelding          |
| ------------------- | -------------- | --------------------- | ------------ | --- | ----------- | ------- | ------------------- |
| Kamp van Brasschaat |                |                       | Brasschaat   | Bondgenotenlei 1-3, Diksmuidelei 1-10, 11-29, Halenlei, Kamp (Kwartier West), Luiklei 1-7, Ploegsebaan 271-277, Prinses Marie Joséelei 1-6, Ruiterijschool 3, Zegelei 1-4, 6-24 |             | 120947  | Kamp van Brasschaat |